# 武定街
武定街曾用名大北街，是中国山西省大同市的一条主要街道，位于平城区古城街道,南北走向，南到古城中心的四牌楼接永泰街，北起北门武定门。长800米。
武定街形成于明洪武五年修筑大同城之初。
2008年以后，大同开始复原古城风貌，武定街两侧开始复原。只是作为十字街干道，仍保持了沥青路面，没有改为石头路面。

## 沿街建筑
- 四牌楼
- 大同魁星楼
- 武定门

## 交汇道路
- 大十字街
- 武定门内街